# Droga wojewódzka nr 773
Droga wojewódzka nr 773 (DW773) – droga wojewódzka klasy G o długości 34,7 km łącząca Sieniczno z Wesołą.

## Ważniejsze miejscowości leżące przy drodze wojewódzkiej nr 773
- Sieniczno (DK94)
- Sułoszowa
- Skała (DW794)
- Iwanowice Włościańskie
- Wesoła (DW772)

## Średni dobowy ruch w punktach pomiarowych na drodze wojewódzkiej nr 773 w 2005 r.[2]
| Odcinek drogi       | Pikietaż początku odcinka drogi | Pikietaż końca odcinka drogi | Długość odcinka drogi | Pikietaż punktu pomiarowego | Miejscowość | SDR 2005 |
| ------------------- | ------------------------------- | ---------------------------- | --------------------- | --------------------------- | ----------- | -------- |
| Sieniczno-Sułoszowa | 0.0                             | 10.0                         | 10.0                  | 9.0                         | Sułoszowa   | 2223     |
| Sułoszowa-Skała     | 10.0                            | 20.5                         | 10.5                  | 20                          | Skała       | 2738     |
| Skała-Wesoła        | 20.5                            | 34.8                         | 14.3                  | 32.8                        | Poskwitów   | 1226     |